# واکنش روتموند

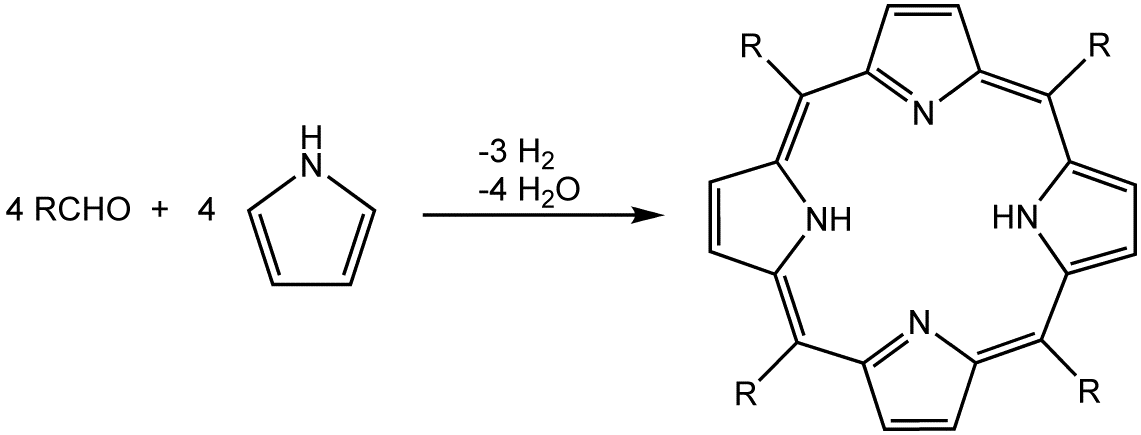
واکنش روتموند

واکنش روتموند (به انگلیسی: Rothemund reaction) یک فرآیند واکنش تراکمی/اکسیداسیون است که چهار پیرول و چهار آلدئید را به پورفیرین تبدیل می‌کند. این واکنش برای اولین‌بار توسط پل روتموند در سال ۱۹۳۶ گزارش شد. روش ارایه شده برای این واکنش، در روش‌های سنتزی مدرن به کار می‌روند. واکنش‌های روتموند در آزمایشگاه‌های آموزشی دانشگاه رایج است.